# Joseph W. Girard
Joseph W. Girard (2 de abril de 1871 — 21 de agosto de 1949) foi um ator norte-americano. Ele apareceu em mais de 280 filmes entre 1911 e 1944.
Ele nasceu em Williamsport, Pensilvânia e faleceu em Woodland Hills, Los Angeles.

## Filmografia selecionada
- Shotgun Jones (1914)
- Hell Morgan's Girl (1917)
- The Voice on the Wire (1917)
- The Whirlwind (1933)
- The Oregon Trail (1936)
- What Becomes of the Children? (1936)
- Captain Midnight (1942)